# Elecciones presidenciales de Estados Unidos de 1888
Las elecciones presidenciales de Estados Unidos de 1888 se celebraron el 6 de noviembre de 1888. El arancel fue el tema principal en las elecciones de 1888. Benjamin Harrison, el candidato republicano, se opuso a la reducción de aranceles. Ni Cleveland, ni el Partido Demócrata hicieron una campaña fuerte. La actitud de Cleveland hacia el sistema de prebendas, había contrariado a los políticos de partido. Sus políticas en materia de pensiones, moneda y las reformas arancelarias se hicieron enemigos de los veteranos, los agricultores y los trabajadores industriales. Incluso con estos enemigos, Cleveland tuvo más votos populares que Harrison. Sin embargo, Harrison recibió un voto electoral más grande y ganó las elecciones.
Esta fue la tercera de las cinco elecciones de EE. UU. en las que el presidente electo no ha recibido una mayoría o pluralidad del voto popular. El primero fue en las elecciones de 1824, el segundo había sido tan sólo 12 años antes en las elecciones de 1876, mientras que la cuarta iba a ocurrir 112 años más tarde en las elecciones de 2000 y la quinta en 2016.